# Artur Jacobs
Artur Jacobs (* 30. März 1880 in Elberfeld [heute zu Wuppertal]; † 23. Januar 1968 in Essen) war promovierter Mathematiker, Pädagoge und Philosoph.

## Leben
Artur Jacobs war der Sohn eines protestantischen Handwerkers. Er studierte in Marburg, Göttingen, München und war vom ethischen Sozialismus geprägt. 1914 heiratete er die Bewegungspädagogin Debora-Dore Marcus, Tochter des Philosophen Ernst Marcus, der als Amtsrichter in Essen wirkte. 
Artur Jacobs war Lehrer in Essen, unterstützte nach 1918 die radikalen Teile der Jugendbewegung und musste daher den Schuldienst verlassen. Er wirkte als Kulturpolitiker beispielsweise bei der Gründung der Volkshochschule Essen 1919 mit und gründete 1924 einen Bund – Gemeinschaft für sozialistisches Leben genannten Experimentierkreis für neue Formen des Zusammenlebens „in Verantwortung für sich selbst und für die Welt“ und für „wissenschaftlichen Gesamtunterricht“. Ziel war eine Lebensweise, in dem die ganze Person aufgehen sollte – Körper, Geist und Seele. Hierzu gehörten auch Bewegung und Tanz. Beeinflusst war diese Gemeinschaft auch von der Kantschen Philosophie von Ernst Marcus. Der Bund hatte nur einige hundert Mitglieder. 
Artur Jacobs und sein Kreis im Rhein-Ruhr-Gebiet halfen unter der nationalsozialistischen Gewaltherrschaft Dore Jacobs und anderen Verfolgten zu überleben. Mehrere Bund-Mitglieder, so Änne Schmitz, wurden 2005 von der israelischen Gedenkstätte Yad Vashem als Gerechte unter den Völkern ausgezeichnet.

## Schriften
- Die allgemeinen Naturgesetze des Kantischen Systems und die Skepsis. Ein Beitrag zur Kritik des Skeptizismus. In: Altpreussische Monatsschrift. Band 49, 1912.
- Die Beweisversuche für die Analogien der Erfahrung von Ernst Marcus und die Kritik der reinen Vernunft. In: Altpreussische Monatsschrift. Bände 53 und 54, 1916/1917.
- Ueber Wesen und Ziele einer Volkshochschule. Ein Entwurf zu einer neuen Volkserziehung. Der proletarischen Jugend gewidmet. Essen 1919.
- Völkische Hochschule oder Volkshochschule. Grundsätzliches zum Problem einer deutschen Erziehung. 1920
- Zur transzendentalen Deduktion der Analogien. In: Altpreussische Monatsschrift. Band 57, 1920.
- Unsere politische Verantwortung in einer zerrissenen und zwiespältigen Welt, Essen 1951
- Die Zukunft des Glaubens. Entscheidungsfragen unserer Zeit. Hg. und eingeleitet von Dore Jacobs. Frankfurt am Main 1971, ISBN 3-434-00168-9
- Gelebte Utopie. Aus dem Leben einer Gemeinschaft. Dokumentation von Dore Jacobs (1975). – (Neu herausgebracht: Gelebte Utopie. Aus dem Leben einer Gemeinschaft. Nach einer Dokumentation von Dore Jacobs. Hg. v. Else Bramesfeld u. a.; Essen 1990. ISBN 3-88474-143-8)